# Неелектроліти
Неелектроліти — це речовини, розчини чи розплави яких не проводять струм.

## Загальна інформація
Прикладами неелектролітів можна вважати цукор, спирт етиловий , ефір та більшість органічних сполук.

## Види хімічного зв'язку
Неелектролітам притаманний ковалентний неполярний зв'язок.

## Токсична дія
Неелектроліти, які добре розчинні у воді і крові повільно сорбуються в організмі і повільно виводяться,вони також здатні накопичуватися в організмі.Наприклад-метиловий спирт.Тому, коли вони потрапляють у загальний кровотік, можуть спричинити токсичну дію.

## Див.також
- Електроліти;
- Теорія електролітичної дисоціації;
- Розчини;
- Концентрація;
- Іон;
- Таблиця розчинності;[3]
- С.А.Арреніус.